# Карл Фридріх фон Кюбек
Карл Фрідріх фон Кюбек (нім. Karl Friedrich von Kübeck, Freiherr von Kübau; *28 жовтня 1780, Їглава — †11 вересня 1855, Хайдерсдорф-Вейдлінгау, нині територія в межах Відня) — австрійський державний діяч часів Меттерніха.

## Біографія
Народився 28 жовтня 1780 в Їглаві. Навчався в Карловому університеті, без успіху намагався виправити недоліки австрійського адміністративного устрою. Події 1848 змусили його піти у відставку. Був представником Австрії у франкфуртському сеймі. На відміну від Адольфа Шварценберґа та Франца Штадіона, які були частково під враженням від революційних подій 1848—1849 років, Кюбек був завзятим прихильником ідеї повернення влади кайзеру. Після того як молодий кайзер Франц Йосиф своїм Передноворічним Патентом 1851 року скасував Травневу Конституцію 1849 року, Кюбек допоміг закласти нову централізовану державну систему, яка отримала назву Неоабсолютизм (1851—1867).